# Lower Beechmont
Lower Beechmont är en del av en befolkad plats i Australien. Den ligger i kommunen Gold Coast och delstaten Queensland, omkring 68 kilometer söder om delstatshuvudstaden Brisbane. Den ligger vid sjön Advancetown Lake.
Runt Lower Beechmont är det ganska glesbefolkat, med 31 invånare per kvadratkilometer.. Närmaste större samhälle är Gold Coast, omkring 19 kilometer öster om Lower Beechmont. 
I omgivningarna runt Lower Beechmont växer i huvudsak städsegrön lövskog. Genomsnittlig årsnederbörd är 1 801 millimeter. Den regnigaste månaden är januari, med i genomsnitt 320 mm nederbörd, och den torraste är oktober, med 41 mm nederbörd.